# Фицгерберт, Френсис Мелфор Уильям, 15-й барон Стаффорд
Фрэнсис Мелфорт Уильям Фицгерберт, 15-й барон Стаффорд (англ. Francis Melfort William Fitzherbert, 15th Baron Stafford; родился 13 марта 1954 года) — английский политик, педагог и землевладелец, который занимал место в Палате лордов с 1986 года до реформы Палаты лордов, которая вступила в силу в 2000 году. Он служит канцлером Стаффордширского университета и в ряде других ролей.

## Биография
Стаффорд принадлежит к римско-католическому дворянскому роду Фицгербертов, самым известным членом которого была Мария Фицгерберт (1756—1837), первая (непризнанная) жена короля Великобритании Георга IV. Образование получил в школе Фарли, Амплфорт-колледже, Университете Рединга и Королевском сельскохозяйственном колледже в Сайренсестере.
Старший сын Бэзила Фицгерберта, 14-го барона Стаффорда (1926—1986), от брака с Мораг Нады Кэмпбелл. После смерти отца в 1986 году он унаследовал баронство Стаффорд и поместье Суиннертон-Парк близ Стоуна, Стаффордшир. Он потерял свое место в Палате лордов в соответствии с Законом Палаты лордов 1999 года. Он был директором Tarmac Industrial Products и был неисполнительным директором Фонда психического здоровья Среднего Стаффордшира и губернатором Университета Харпера Адамса с 1990 года. В 1993 году он был проректором университета Киля. Он был верховным шерифом Стаффордшира в 2005 году он стал первым пэром, который стал главным шерифом с 1371 года: хотя все английские пэры заседали в Палате лордов, они не могли также служить короне в качестве верховного шерифа.
В настоящее время он является канцлером Стаффордширского университета и заместителем лейтенанта того же графства с 1993 года.

## Брак и дети
28 июня 1980 года Фрэнсис Мелфор Уильям Фицгерберт женился на Кэтрин Мэри Кодрингтон. У них двое сыновей и две дочери:
- Достопочтенный Бенджамин Джон Бэзил Фицгерберт (родился 8 ноября 1983 года), старший сын и наследник титула. 10 декабря 2011 года он женился на Джорджине Хьюлетт (род. 1984), внучке Томаса Клайда Хьюлетта, барона Хьюлетта[5].
- Достопочтенный Тоби Фрэнсис Фицгерберт (родился 27 марта 1985 года). В 2013 году он женился на Луизе Мэри Д’Арси Марш, дочери Ричарда Марша, от брака с которой у него один сын.
- Достопочтенная Тереза Эмили Фицгерберт (родилась 15 июня 1987 года), 30 мая 2015 года вышла за замуж за Эндрю Дж. Бирна[6][7]
- Достопочтенная Камилла Роуз Джейн Фицгерберт (родилась 19 декабря 1989 года), помолвлена в 2018 году с Гарри М. М. Тейлором[8].